# Colnago

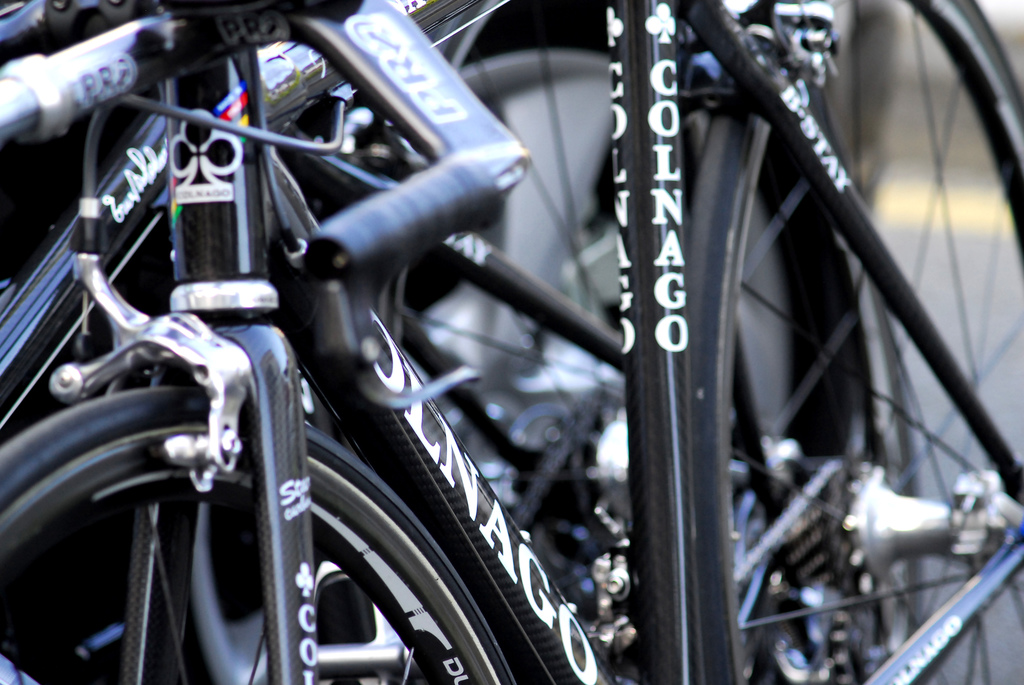
Colnago-fietsen van de Rabobank-wielerploeg.

Colnago is een Italiaans fietsmerk. Het werd in 1952 opgericht door oud-wielrenner Ernesto Colnago. Op 20 september 2020 werd Tadej Pogačar de eerste winnaar van de Tour de France op een Colnago.

## ProTour-ploegen
- Rabobank (tot en met 2008)
- Team Milram (tot en met 2008)
- Bbox Bouygues Télécom
- Team Europcar
- csf inox-Colnago
- Team Novo Nordisk
- UAE Emirates

## Continentale ploegen
- Action - Uniqa
- Karpin - Galicia
- Navigators Insurance
- Relax - GAM
- Landbouwkrediet - Tönissteiner
- Ceramiche Panaria - Navigare
- Tinkoff Credit Systems (tot en met 2008)